# Kogal
Il termine kogal (コギャル?, kogyaru, letteralmente "piccola ragazza") indica una moda in voga tra le ragazze giapponesi adolescenti, nata negli anni novanta.

## Etimologia
L'etimologia del termine non è chiara. Gyaru (ギャル?) deriva dalla parola inglese gal, usata nello slang per definire la parola girl (ragazza), mentre per quanto riguarda il prefisso ko (コ?), alcuni ritengono significhi piccola, alcuni ritengono derivi da kōtō gakkō (高等学校? scuola superiore).

## Caratteristiche

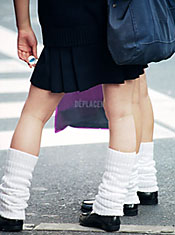
I loose socks sono parte integrante dell'abbigliamento delle kogal

I modelli delle kogal sono le ragazze occidentali, ma anche alcune cantanti J-pop quali Namie Amuro e Ayumi Hamasaki.
Le caratteristiche principali della moda kogal sono l'abbigliamento e il trucco alquanto vistosi. Il corpo viene "occidentalizzato" tramite una forte abbronzatura, mentre i capelli vengono tinti con colori appariscenti quali il castano chiaro o il biondo platino. A completare la moda vi è un trucco pesante che adopera degli ombretti azzurri o bianchi e un rossetto chiaro che risalta sulla pelle pesantemente abbronzata. Spesso le kogal usano delle unghie finte.
Per quanto riguarda l'abbigliamento, le ragazze kogal utilizzano principalmente il fuku alla marinara, la classica uniforme scolastica giapponese, ma anche minigonne, zatteroni e soprattutto i loose socks, ovvero dei calzini larghi e pendenti, prevalentemente di colore bianco, che a volte coprono parzialmente le scarpe. Non esiste comunque un abbigliamento comune, dato che le kogal amano uno stile individuale e si suddividono in diversi gruppi, quali le ganjiro, le ganguro e le yamanba.

## Stile
Le kogal adorano tutto ciò che concerne il divertimento, ne è esempio la loro mania verso il purikura (プリクラ? , contrazione dell'inglese print club), cabine capaci di offrire fototessera scambiabili ed adesive ricche di effetti speciali. Soprattutto amano lo shopping e ballare il parapara, un popolare ballo giapponese. Molte kogal vengono sovvenzionate dai genitori, ma altre ricorrono spesso all'enjo kōsai, una forma di prostituzione, per ottenere il denaro. Le kogal amano molto la tecnologia e usano telefonini dell'ultima generazione.

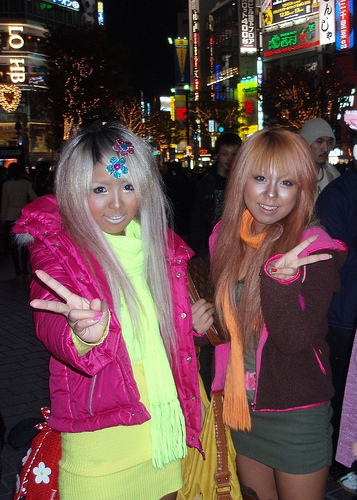
Due kogal a Tokyo

A causa di questo stile consumistico, le kogal sono state additate come simbolo negativo della società giapponese contemporanea. A questo contribuisce la loro predilezione per abbigliamento ed accessori all'estremo del kawaii, che, unito spesso ad una contraria e complementare componente provocante e sexy, trasmette un'idea di capriccioso infantilismo ed immaturità. L'implicito rifiuto della crescita non impedisce tuttavia la formazione di gruppi gyaru dall'età più avanzata: dall'età delle studentesse universitarie o lavoratrici nubili (onegyaru (お姉ギャル?), le gyaru sorelle maggiori) fino alle madri di famiglia (gyaru mama (ギャルママ?)).
Tra i luoghi principali dove trovare le kogal ci sono i centri commerciali del quartiere Shibuya, Ikebukuro e Shinjuku a Tokyo.

## Le kogal nella cultura di massa

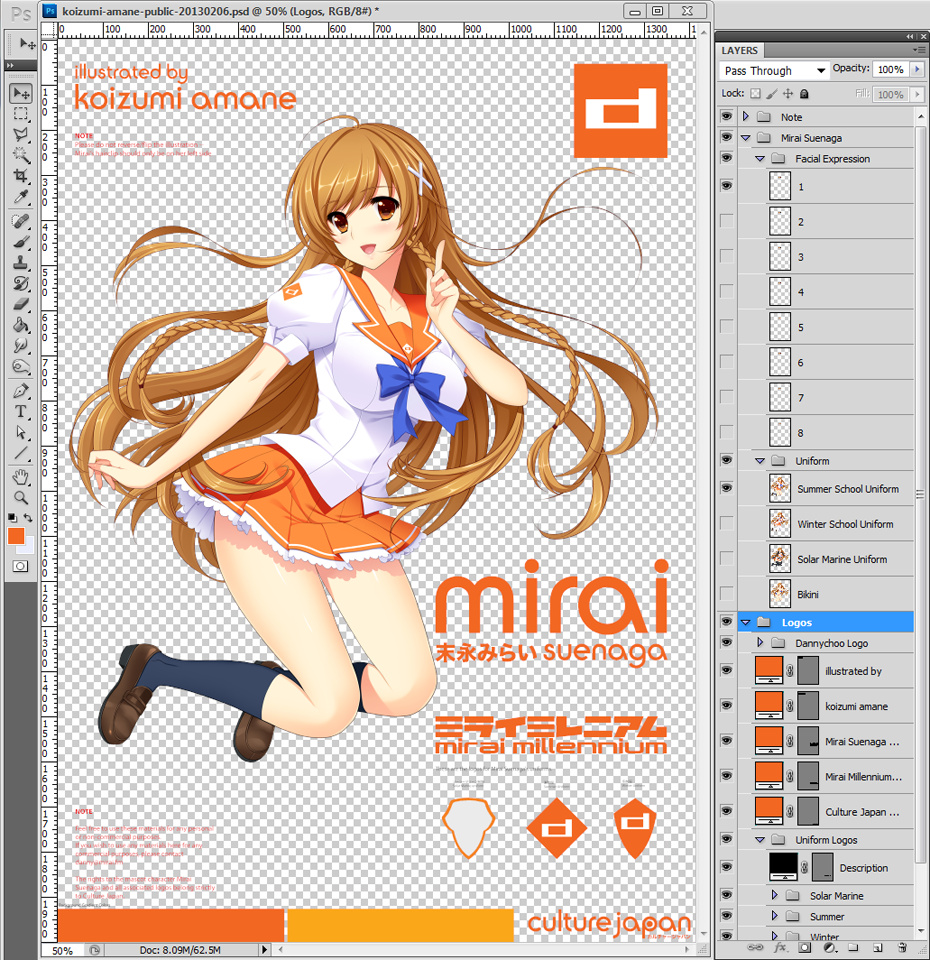
Il personaggio di Mirai Suenaga, celebre mascotte virtuale in Giappone, vestita da kogal

- Alla moda kogal è stato dedicato un manga, intitolato Gals!, scritto e disegnato da Mihona Fujii tra il 1999 e il 2002, dal quale è stata tratta anche una serie anime intitolata Super Gals! Kotobuki Ran, trasmessa parzialmente anche in Italia.
- Inoltre tra il 1996 e il 1997 furono lanciate molte riviste ispirate alla cultura Kogyaru e dirette alle sue rappresentanti: Egg, Kawaii, Happie, Tokyo Street News, Zettai Suki Suki, sono solo le più famose.[4]
- Nel manga ed anime Nana la sorella della protagonista eponima, Nami Komatsu, segue la moda kogal sia nell'abbigliamento che nel trucco, ed è per questo vivamente criticata.
- Le kogal appaiono anche nelle serie anime Please Tell Me! Galko-chan e My First Girlfriend Is a Gal.
- Nel manga My Dress-Up Darling la protagonista Marin Kitagawa segue la moda kogal.
- Nel manga ed anime Call of the Night Seri Kikyo, uno dei personaggi principali tra i vampiri, ha uno stile e degli atteggiamenti riferibili alla moda kogal.